# Lissopimpla nigricans
Lissopimpla nigricans är en stekelart som beskrevs av David Timmins Fullaway 1913. 
Lissopimpla nigricans ingår i släktet Lissopimpla och familjen brokparasitsteklar. Inga underarter finns listade i Catalogue of Life.